# Vásárhelyi Kálmán
Vásárhelyi Kálmán (eredeti neve: Weisz Kálmán) (Hódmezővásárhely, 1891. március 30. – Makó, 1919. április 23.) magyar tengerész, pártmunkás, lapszerkesztő.

## Életpályája
Weisz Sámuel gabonakereskedő és Berger Vilma gyermekeként született. 1914–1918 között a haditengerészetnél szolgált. A Tanácsköztársaság ideje alatt a Hadügyi Népbiztosság Makóra küldte a Vörös Hadseregbe való toborzás irányítására. Szerkesztette a Makón kiadott Vörös Katona című lapot. Az 1919. április 23-i makói ellenforradalmi megmozdulásban agyonverték.
Sírja a makói római katolikus temetőben található.

## Emlékezete
- 1953. március 21-én Péter László irodalomtörténész javasolta emléktábla állítását Vásárhelyi emlékére. Az emléktáblát 1953. november 7-én – a „nagy októberi szocialista forradalom” ünnepségén – avatták fel, a makói régi városháza falán. 1956. októberében e táblát leverték, 1957. március 23-án helyezték vissza. Ekkor Kiss Ernő mondott beszédet. Az emléktáblát a rendszerváltás után eltávolították, holléte azóta ismeretlen, lehetséges, hogy megsemmisült.[6]
- 1968–1990 között Makón utca viselte nevét (a mai Posta utca).[7]